# Hasandahalli, Malur
Hasandahalli là một làng thuộc tehsil Malur, huyện Kolar, bang Karnataka, Ấn Độ.